# Nefeli’s tango
Nefeli’s tango (gr. To Tango Tis Nefelis; Tango to Evora) – piosenka ze słowami napisanymi w 1996 roku przez Haris Alexiu. Muzykę skomponowała Kanadyjka Loreena McKennitt (utwór „Tango to Evora” z albumu The Visit).
To tango tis Nefelis zostało wydane na płycie Girozontas Ton Kosmo 92-96, live 92-96 w 1996 przez Mercury/polygram music.